# Caju & Castanha
Caju & Castanha é uma dupla brasileira de embolada formada em Jaboatão dos Guararapes, inicialmente composta por irmãos naturais de Recife, estado de Pernambuco.

## Carreira
- A dupla Caju e Castanha foi criada pelos irmãos José Albertino da Silva (Caju) e José Roberto da Silva (Castanha) quando ainda eram crianças. Eles apresentavam-se tocando pandeiros feitos com lata de marmelada em feiras e praças de Jaboatão dos Guararapes, Pernambuco. O nome da dupla foi dado por um prefeito de Jaboatão, chamado Severino Claudino.[1]
- Em 1975, Caju então com 12 anos de idade e Castanha com 7 anos fizeram uma participação no documentário Nordeste: Cordel, Repente, Canção, da cineasta Tânia Quaresma. Também apareceram cantando uma embolada do disco da trilha sonora do documentário.[2]
- No começo da década de 1980, os irmãos mudaram-se para São Paulo, onde inicialmente apresentavam-se em ônibus, participando do movimento de arte urbana da cidade. Em 1981 gravaram o seu segundo disco, Embolando na Embolada, pelo selo Jangada da EMI-Odeon. Entre outros artistas, Caju e Castanha foram retratados em filmes como Style Wars (1983), além de inúmeras aparições na televisão, rádio, livros e reportagens. Foram convidados a apresentarem-se no programa Som Brasil, onde permaneceram co-apresentando o programa entre 1984 e 1989 ao lado de Rolando Boldrin e de Lima Duarte.
- No ano de 1993, a dupla passou a ser conhecida nacionalmente através da embolada "Ladrão Besta e o Ladrão Sabido", do disco Solidão de um Caminhoneiro. Em 1997, a história da dupla foi contada no documentário Som da Rua - Caju e Castanha, uma coprodução da TVE Brasil.[3]
- Em 2001, José Albertino da Silva (Caju) faleceu devido a um câncer no cérebro.[4] Seu último show havia ocorrido em 1999, na edição do festival Abril Pro Rock. Em seu lugar entrou seu sobrinho, Ricardo Alves da Silva, que também assumiu o nome de Caju (ou Cajuzinho).[5]
- No ano de 2002, a dupla estrelou o curta-metragem Uma Pequena Mensagem do Brasil ou a Saga de Castanha e Caju contra o Encouraçado Titanic, dirigido por Walter Salles e Daniela Thomas.[6] Também dirigidos por Walter Salles, estrelaram em 2007 o curta-metragem À 8 944 km de Cannes, que integrou longa-metragem Chacun son cinéma,[7] no qual 36 diretores comemoram os 60 anos do Festival de Cannes.[8]
- Em 2014, a dupla fez uma participação, cantando, na minissérie Amores Roubados, da Rede Globo.[9] No mesmo ano, o álbum Meu Deus Que País É Esse! foi indicado ao Grammy Latino de Melhor Álbum de Música Regional ou de Raízes Brasileiras.[10] Os irmãos foram convidados pelo grupo de rock Vivendo do Ócio para participar do videoclipe da música "Futebol no Inferno", em referência à copa do mundo no Brasil.[11] Essa parceria com a banda vem de tempos antes, tendo os repentistas participado de shows do grupo como no Lollapalooza em 2013.[12]

## Discografia
- Álbuns em estúdio e ao vivo

- 1975 – Nordeste: Cordel, Repente, Canção [participação] (Tapecar)
- 1981 – Embolando na Embolada (Jangada)
- 1983 – Nossa Vida, Nossa História (Copacabana)
- 1984 – Álbum de Família (Beverly)
- 1985 – Sensação Estranha (Beverly)
- 1987 – Na Pancada do Ganzá
- 1990 – No Meio da Multidão (Sabiá)
- 1993 – Solidão de um Caminhoneiro (Polydisc)
- 1995 – Brasil Tributo (Colibri)
- 1998 – Caju e Castanha Ao Vivo (Gema)
- 1999 – As Melhores de Caju e Castanha (Copacabana)
- 2000 – Vindo Lá da Lagoa (Trama)
- 2001 – Super Duelo - Polysom
- 2002 – Andando de Coletivo (Trama)
- 2003 – Professor de Embolada (Trama)
- 2004 – Recado a São Paulo (Trama)
- 2005 – Embolando no Futebol (Trama)
- 2005 – Caju e Castanha ao vivo (Trama)
- 2006 – Levante a Taça (Trama)
- 2007 – Professor de Embolada II (Trama)
- 2008 – 20 Sucessos (Nany CD'S)
- 2009 – Sorria Você Está Sendo Filmado (Nany CD'S)
- 2009 – As 15 Mais (W Disk)
- 2010 – Festival de Emboladas (Trama)

- DVDs Ao vivo

- 2000 – Programa Ensaio 2000
- 2005 – Caju e Castanha Ao Vivo no Centro de Tradições Nordestinas

## Filmografia
- 1984–1989 – Som Brasil (co-apresentadores do programa da Rede Globo)
- 2002 – Uma Pequena Mensagem do Brasil ou a Saga de Castanha e Caju contra o Encouraçado Titanic (curta-metragem dirigida por Walter Salles e Daniela Thomas)
- 2007 – À 8 944 km de Cannes (curta-metragem dirigido por Walter Salles)
- 2014 – Amores Roubados (minissérie da Rede Globo)

## Ligações  externas
- «Sítio oficial»
- Caju & Castanha. no IMDb.

Caju e Castanha.